# 刑法 (満洲国)
刑法（けいほう）とは、犯罪とそれに対する刑罰を定めた満洲国の法令。

## 概要
満洲国建国直後は、暫定的に中華民国の刑法を用いてきたが、対日治外法権撤廃のためには、独自の刑法典制定が必要不可欠であった。
1934年（康徳元年）より準備を進め、1937年1月4日に公布された。
特徴としては、日本の刑法よりも重罰化し、中華民国の刑法に準じた量刑を採用していた。（下記「満中日の刑罰比較表」を参照）

## 構成
- 第1編 総則 
  - 第1章 法例
  - 第2章 犯罪
  - 第3章 未遂犯及予備犯
  - 第4章 共犯
  - 第5章 刑
  - 第6章 累犯
  - 第7章 競合犯
  - 第8章 刑ノ適用
  - 第9章 刑ノ執行猶予
  - 第10章 仮釈放
  - 第11章 刑ノ時効
  - 第12章 刑ノ期間
- 第2編 分則 
  - 第1章 帝室ニ対スル罪
  - 第2章 内乱ノ罪
  - 第3章 背叛ノ罪
  - 第4章 国交危害ノ罪
  - 第5章 涜職ノ罪
  - 第6章 公務妨害ノ罪
  - 第7章 逃走及蔵匿ノ罪
  - 第8章 偽証及証憑湮滅ノ罪
  - 第9章 誣告ノ罪
  - 第10章 公安危害ノ罪
  - 第11章 危険物ニ関スル罪
  - 第12章 放火及決水ノ罪
  - 第13章 交通妨害ノ罪
  - 第14章 飲料水汚毒ノ罪
  - 第15章 通貨偽造ノ罪
  - 第16章 有価証券偽造ノ罪
  - 第17章 文書偽造ノ罪
  - 第18章 印文偽造ノ罪
  - 第19章 礼拝所及墳墓褻涜ノ罪
  - 第20章 風紀ニ関スル罪
  - 第21章 賭博ノ罪
  - 第22章 殺人ノ罪
  - 第23章 傷害及暴行ノ罪
  - 第24章 堕胎ノ罪
  - 第25章 遺棄ノ罪
  - 第26章 逮捕及監禁ノ罪
  - 第27章 略取及誘拐ノ罪
  - 第28章 姦淫ノ罪
  - 第29章 脅迫及強要ノ罪
  - 第30章 住居侵入ノ罪
  - 第31章 名誉毀損ノ罪
  - 第32章 信用及業務妨害ノ罪
  - 第33章 秘密侵害ノ罪
  - 第34章 竊盜ノ罪
  - 第35章 強盗及勒贖ノ罪
  - 第36章 詐欺及恐嚇ノ罪
  - 第37章 横領及背任ノ罪
  - 第38章 贓物ニ関スル罪
  - 第39章 損壊ノ罪

## 満中日の刑罰比較表
| 罪             | 満洲国                                       | 当時の中華民国                                             | 当時の日本                                |
| -------------- | -------------------------------------------- | ---------------------------------------------------------- | ----------------------------------------- |
| 殺人罪         | 死刑・無期徒刑・6年以上の有期徒刑            | 死刑・無期徒刑・10年以上の有期徒刑                         | 死刑・無期懲役・3年以上の有期懲役         |
| 傷害罪         | 10年以下の有期徒刑・3000円以下の罰金         | 3年以下の有期徒刑（重傷の場合は3年以上10年以下の有期徒刑） | 10年以下の有期懲役、500円以下の罰金か科料 |
| 強姦罪         | 5年以上の有期徒刑                            | 5年以上の有期徒刑                                          | 2年以上の有期懲役                         |
| 強盗罪         | 5年以上の有期徒刑                            | 3年以上10年以下の有期徒刑                                  | 5年以上の有期懲役                         |
| 涜職罪         | 7年以下の有期徒刑                            | 7年以下の有期徒刑                                          | 5年以下の有期懲役                         |
| 公務執行妨害罪 | 10年以下の有期徒刑か禁錮刑・2000円以下の罰金 | 3年以下の有期徒刑・300元以下の罰金                         | 3年以下の有期懲役                         |
| 犯罪結社参与罪 | 10年以下の有期徒刑                           | 3年以下の有期徒刑・500元以下の罰金                         | なし                                      |